# 1876 en littérature
| Années de la littérature : 1873 - 1874 - 1875 - 1876 - 1877 - 1878 - 1879    |
| Décennies de la littérature : 1840 - 1850 - 1860 - 1870 - 1880 - 1890 - 1900 |

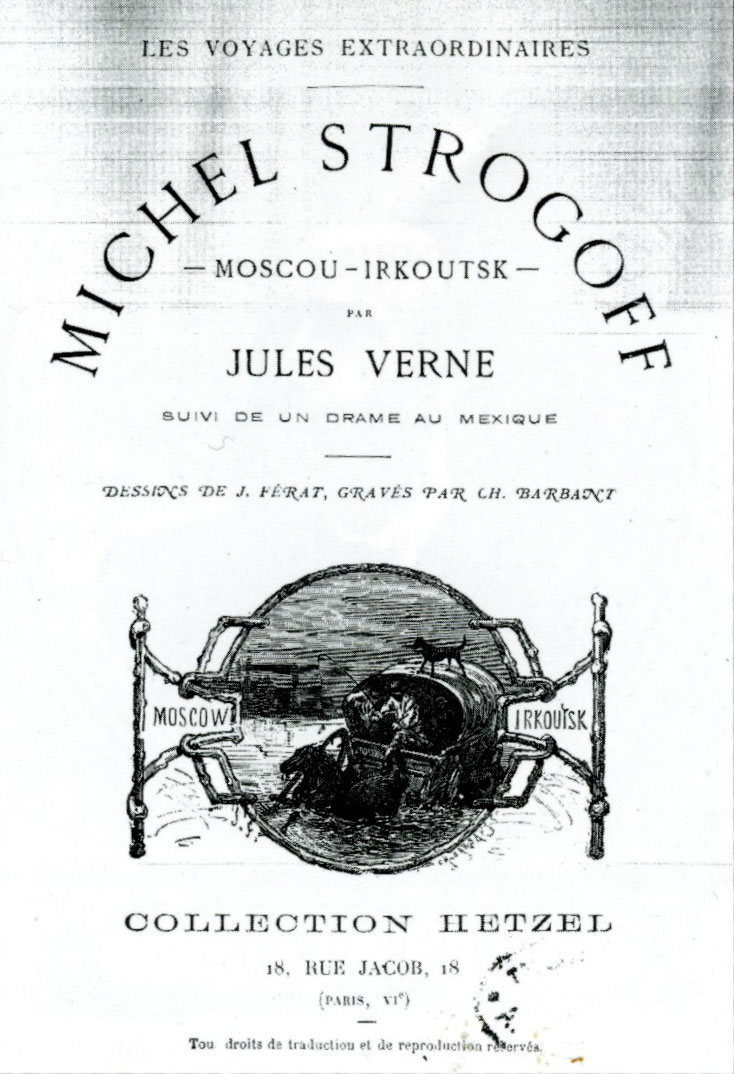
couverture d'un livre de Jules Verne

Cet article présente les faits marquants de l'année 1876 en littérature.

## Presse
- 5 mars : parution à Milan du quotidien Corriere della Sera.
- 15 octobre : premier numéro du quotidien Le Petit Parisien.

## Parutions

### Essais
- Fin de la rédaction du Dictionnaire Universel de la Langue Française - commencée deux ans plus tôt - et dirigée par Pierre Larousse.
- Le philosophe britannique Herbert Spencer commence la publication de ses « Principes de Sociologie ».
- Première traduction intégrale de la bible en russe moderne.
- Gustave Vapereau, Dictionnaire universel des littératures, Paris, Hachette.
- Histoire de la Commune de 1871 de Prosper-Olivier Lissagaray.
- Actes et paroles - Depuis l'exil, recueil de textes de Victor Hugo.

### Poésie
- Stéphane Mallarmé, L'Après-midi d'un faune.

### Romans

#### Auteurs francophones
- Zola, Son Excellence Eugène Rougon et L'Assommoir. Le dernier parait en feuilleton dans Le Bien public à partir du 13 avril, puis dans La République des Lettres à partir du 9 juillet[1]. Il déclenche une violente campagne de presse anti-naturalisme. Huysmans prend la défense de Zola dans un article publié en octobre dans L'Actualité de Bruxelles, Emile Zola et L’Assommoir, premier manifeste du mouvement naturaliste.
- Jules Verne, Michel Strogoff.
- Joseph Arthur de Gobineau, Nouvelles asiatiques, recueil de six nouvelles.
- Alphonse Daudet, Jack, publié en feuilleton l'année précédente.

#### Auteurs traduits
- La Centenaire, nouvelle de l'écrivain russe Fiodor Dostoïevski.
- Mark Twain (américain), Les Aventures de Tom Sawyer.
- George Eliot, Daniel Deronda.
- Isabella Banks, The Manchester Man.

## Principales naissances
- 12 janvier : Jack London, écrivain américain († 22 novembre 1916).
- 13 septembre : Sherwood Anderson, romancier américain († 8 mars 1941).
- 31 octobre : Natalie Clifford Barney, femme de lettres américaine d'expression française († 2 février 1972).
- 15 novembre : Anna de Noailles, poétesse et romancière française († 30 avril 1933).
- 21 novembre : Olav Duun, romancier norvégien († 13 septembre 1939).

- Dates non renseignées ou inconnues :
  - Borisav Stanković, écrivain serbe († 22 octobre 1927).

## Principaux décès
- 9 mars : Louise Colet, poétesse française (° 15 août 1810).
- 12 mai : Alphonse Esquiros, écrivain et homme politique français (° 23 mai 1812).
- 8 juin : George Sand, écrivain français, 72 ans (° 1er juillet 1804).
- 27 juin : Harriet Martineau, journaliste, écrivain, activiste et sociologue britannique (° 12 juin 1802).
- 24 décembre : Narcyza Żmichowska (aussi connue comme Gabryella), romancière et poète polonaise (° 4 mars 1819).

- Dates non renseignées ou inconnues :
  - Catherine Crowe, femme de lettres anglaise (° vers 1803).
  - Virginie de Senancour (ou Eulalie de Senancour), écrivaine française, romancière et journaliste (°  1791).